# Рингаут

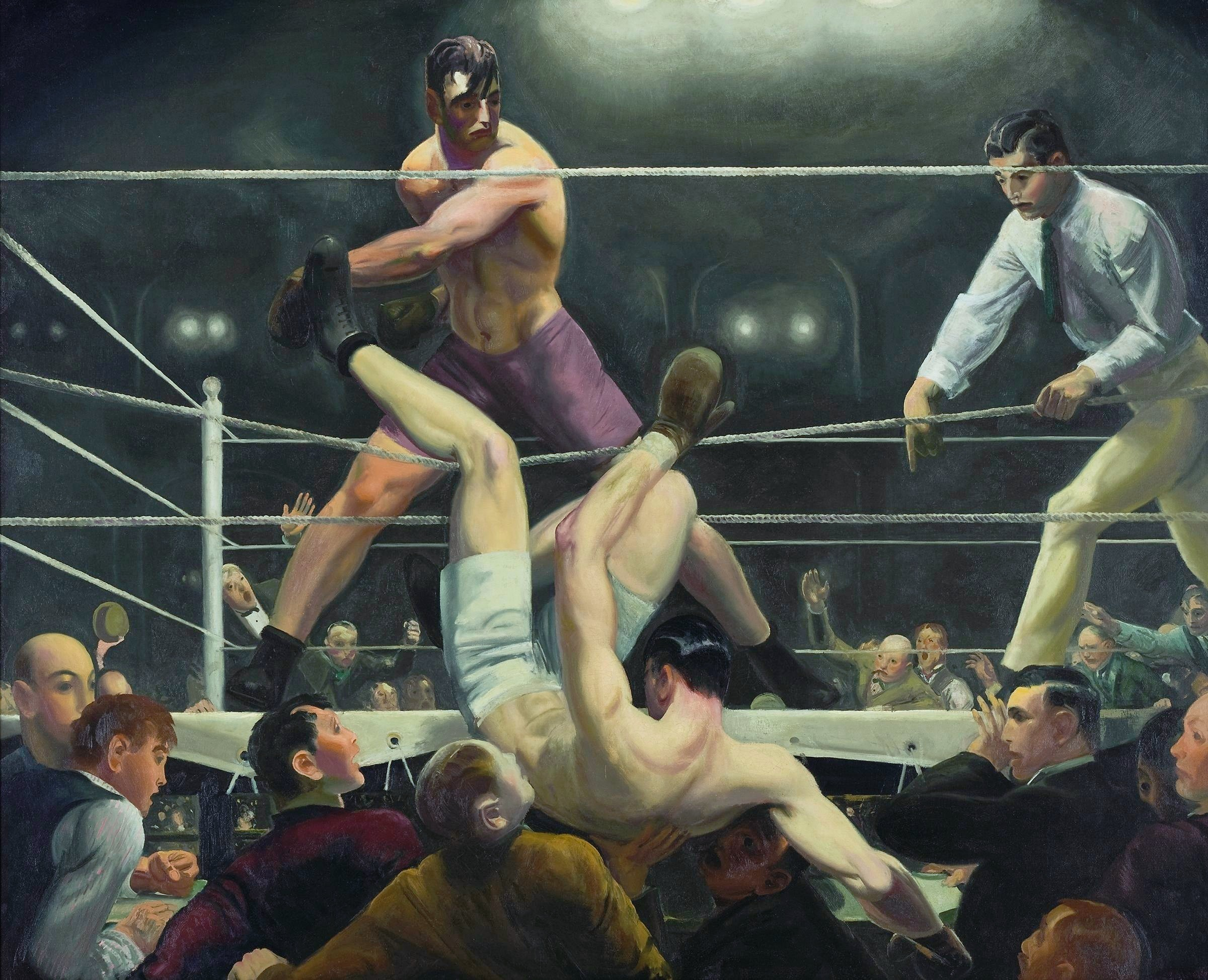
Луис Анхель Фирпо отправляет Джека Демпси за канаты. Картина Джорджа Уэсли Беллоуза

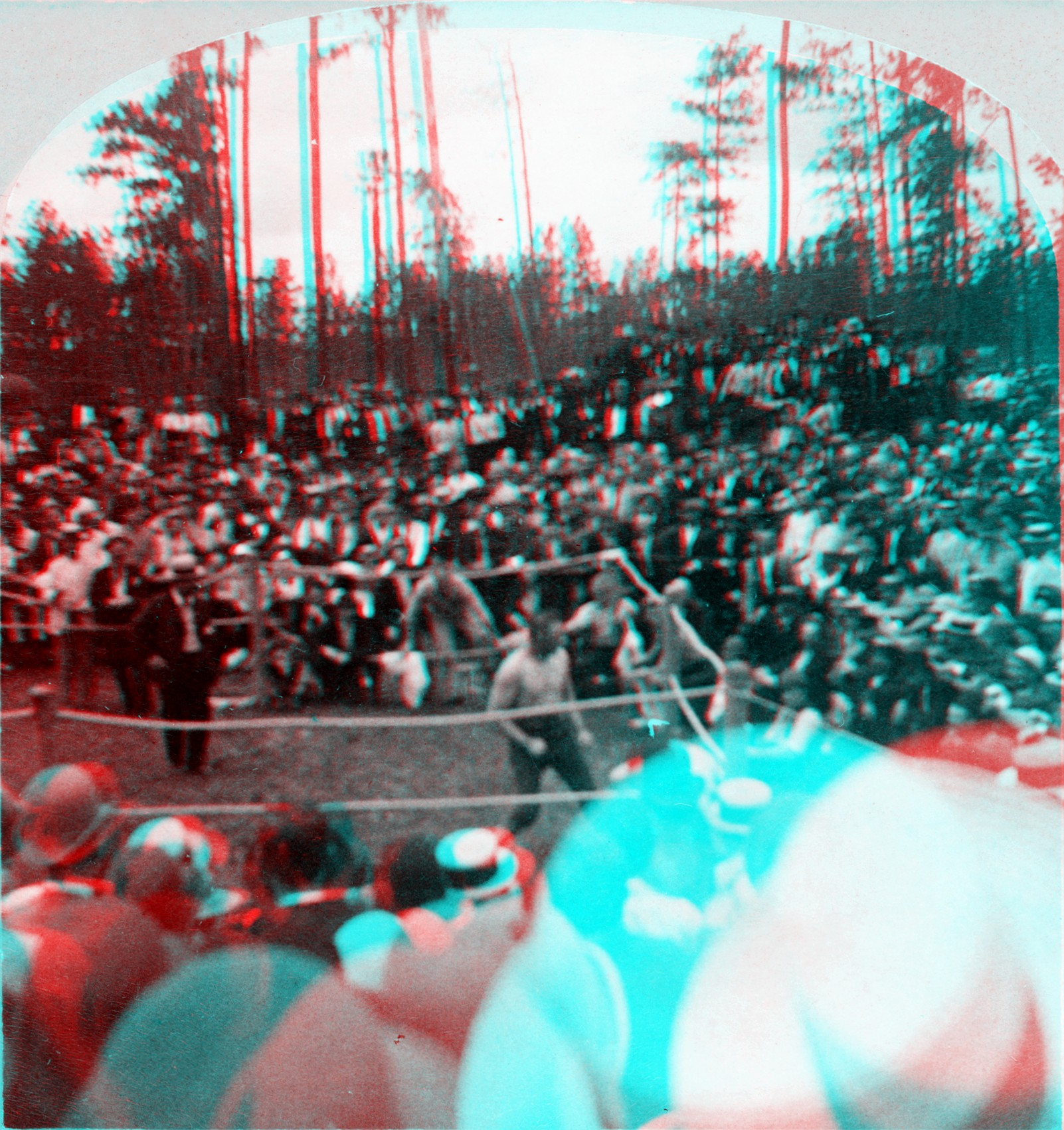
Джон Салливан против Джейка Килрейна. Первый рингаут в истории, запечатлённый на плёнку

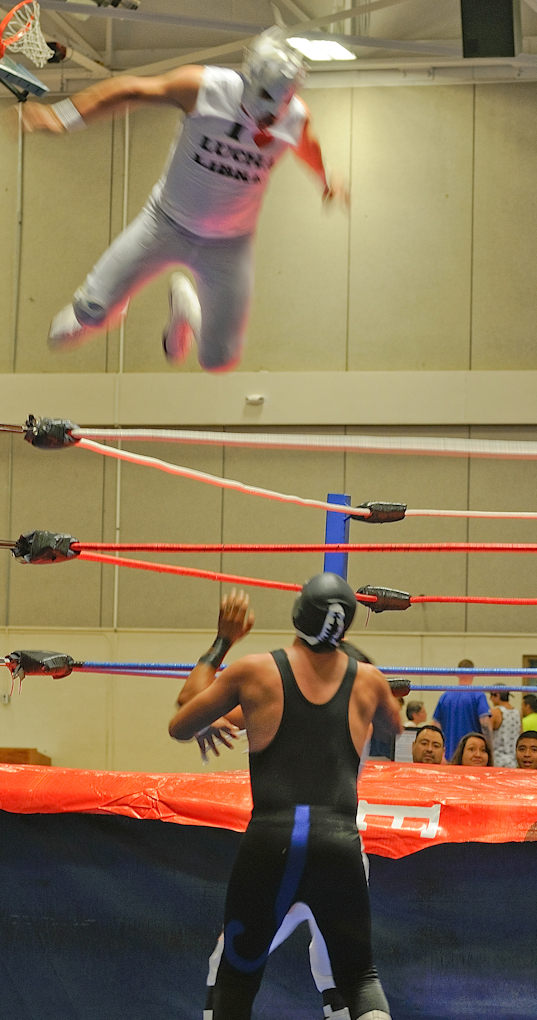
В американском реслинге выпадение за пределы ринга предполагает продолжение поединка в зрительном зале

Ринга́ут (ring-out ['rɪŋaʊt], с англ. — «за пределы ринга») — один из вариантов развития поединка в спортивных единоборствах, когда один или оба соперника оказываются за пределами соревновательной площадки (ринга, ковра, татами, помоста и др.). Название «рингаут» является универсальным понятием для мировых спортивных единоборств вообще, некоторые национальные их разновидности, использующие местную терминологию страны происхождения, могут использовать другие названия данного явления.

## Разновидности
Рингаут может произойти в результате:
- технического действия соперника (удара, броска, толчка) в форме

- выпадения за пределы ограждённой канатами площадки, либо
- заступа, падения за обозначенную границу неограждённой площадки («рабочей площади ковра»);

- касания поверхности за обозначенной границей площадки другими частями тела, например руками как точками опоры (в некоторых единоборствах, где такое запрещено);

- соскальзывания ноги выпавшего, либо иных вариантов непреднамеренного характера (оступившись или споткнувшись);
- самовольного выхода за пределы площадки.

## Итоги
В зависимости от правил того или иного единоборства, рингаут в результате технического действия одного из спортсменов влечёт за собой следующие последствия:
- Спортсмену, вытеснившему соперника, засчитывается чистая победа (сумо);
- Спортсмену, вытеснившему соперника, засчитываются призовые баллы (некоторые разновидности борьбы, тхэквондо);
- Спортсмену, оказавшемуся за пределами площадки, предоставляется время для возвращения обратно (бокс);
- Поединок продолжается после возвращения спортсмена или спортсменов на площадку без каких-либо оценочных действий судей и вне строго регламентированного времени (АРБ);
- Поединок продолжается за пределами площадки, в зрительном зале или за пределами арены вообще; в большинстве случаев судья отсчитывает до 10, дисквалифицируя того бойца, который на счёт «десять» не окажется на ринге (реслинг).

Во всех спортивных единоборствах кроме реслинга (который не является единоборством в узком смысле этого слова, а скорее представляет собой театрализованное спортивное шоу), самовольное покидание пределов площадки в ходе поединка одним из спортсменов влечёт за собой дисквалификацию. В случае, если площадку до истечения предусмотренного регламентом соревнований времени окончания поединка покинули оба спортсмена, поединок признаётся несостоявшимся. Если признанный несостоявшимся поединок был титульным, оспаривавшийся чемпионский титул объявляется вакантным.

## Способы отсчёта времени
В боксе и единоборствах, правилами которых предусмотрено проведение поединков на ринге, спортсмену оказавшемуся за пределами ринга предоставляется определённый интервал времени (в зависимости от правил конкретной санкционирующей спортивной организации) с момента начала отсчёта рефери. Данное правило иногда также называют «правилом двадцати секунд» (twenty-second rule), хотя различные ассоциации профессионального и любительского бокса по-разному трактуют данную ситуацию в юридических терминах, вследствие чего имеют различный временной интервал для возвращения на ринг и разный способ отсчёта:
- Ассоциации профессионального бокса: 20 секунд с момента начала отсчёта рефери (а не с момента выпадения за канаты).[2]
- Ассоциации любительского и олимпийского бокса (до 2017): 30 секунд с момента выпадения за канаты.
- Ассоциации любительского и олимпийского бокса (с 2017): 30 секунд с момента завершения обязательного отсчёта до восьми (mandatory eight count).[3]
- Ассоциации смешанных единоборств для поединков, проводящихся на ринге: 5 минут с момента выпадения за канаты[4].